# Список главных тренеров ФК «Коринтианс»

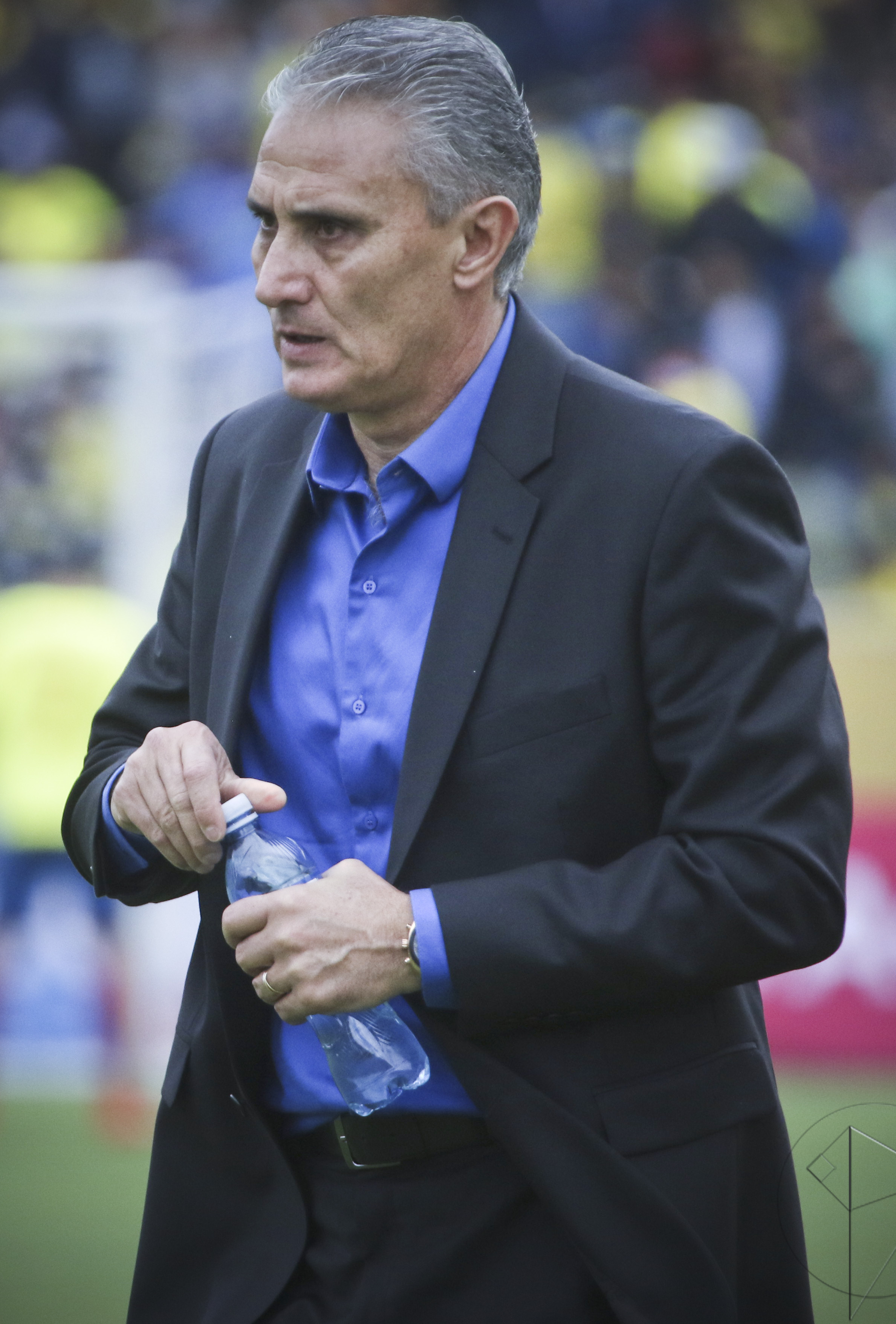
Тите — самый титулованный тренер в истории «Коринтианса».

Ниже представлен список главных тренеров футбольного клуба «Коринтианс» с момента образования клуба в 1910 году по настоящее время.
Курсивом выделены случаи, когда специалист временно исполнял обязанности главного тренера команды.

## Главные тренеры «Коринтианса»
- Рафаэль Перроне (1910—1911)
- Каземиро Гонсалес (1912—1914)
- Амилкар Барбуй (1915)
- Каземиро Гонсалес (1916)
- Амилкар Барбуй (1916—1920)
- Нандо (1919)
- Гидо Джакоминелли (1921—1925)
- Анжело Роко (1927—1928)
- Неко (1927)
- Чарли Уильямс (1928—1929)
- Вирджилио Монтарини (1929—1931)
- Жозе де Карло (1932—1933)
- Педро Массуло (1933—1934)
- Жозе Фокер (1935—1936)
- Антонио Перейра и Неко (1937—1938)
- Амилкар Барбуй (1937)
- Анжело Роко (1938)
- Армандо Дел Деббио (1939—1942)
- Карлос Менжо (1942)
- Рато (1942—1943)
- Амилкар Барбуй (1943)
- Жуан Шиавоне (1944)
- Роза (1944)
- Хосеф Тихер (1944)
- Эуженио Вани (1944—1945)
- Алсидес Агиар (1945—1946)
- Жозе Фокер (1946)
- Армандо Дел Деббио (1947—1948)
- Жентил Кардозо (1948)
- Клаудио Пиньо, Элио Лейте и Сервилио (1948)
- Жорека (1948—1949)
- Мануэл ду Сантос и Кристино Калаф (1949—1950)
- Акилес Гама Малшер (1950)
- Неутон Сенра (1951)
- Рато (1951—1954)
- Клаудио Пиньо (1954)
- Освалдо Брандао (1954—1957)
- Клаудио Пиньо (1956)
- Жозе Гомес Ногейра (1957)
- Албино Лотито (1958)
- Элио Филе (1958)
- Рато (1958)
- Клаудио Пиньо (1958—1959)
- Рато (1959)
- Силвио Пирилло (1959—1960)
- Жуан Лима (1960—1961)
- Дино Паван (1961)
- Джим Лопес (1961)
- Рато (1961)
- Алфредо Рамос (1961)
- Мартин Франциско (1961—1962)
- Мануэль Флейтас Солич (1962—1963)
- Нези Кури (1963)
- Армандо Дел Деббио (1963)
- Роберто Беланжеро (1963)
- Пауло Амарал (1964)
- Освалдо Брандао (1964—1965)
- Жозе Тейшейра (1965)
- Фильпо Нуньес (1965)
- Жозе Тейшейра (1966)
- Зезе Морейра (1966)
- Лула (1967—1968)
- Освалдо Брандао (1968)
- Айморе Морейра (1968)
- Дино Сани (1969—1970)
- Айморе Морейра (1971)
- Франсиско Сарно (1971)
- Балтазар (1971)
- Франсиско Сарно (1972)
- Луизиньо (1972)
- Дуке (1972—1973)
- Юстрич (1973—1974)
- Луизиньо (1974)
- Силвио Пирилло (1974—1975)
- Луизиньо (1975)
- Дино Сани (1975)
- Милтон Бузето (1975—1976)
- Фильпо Нуньес (1976)
- Кабесан (1976)
- Дуке (1976—1977)
- Освалдо Брандао (1977—1978)
- Жуан Авелино (1977)
- Армандо Ренганески (1978)
- Жозе Тейшейра (1978)
- Жорже Виейра (1979—1980)
- Никанор де Карвальо (1980)
- Орландо Фантони (1980)
- Жулиньо (1980)
- Освалдо Брандао (1980—1981)
- Жулиньо (1981)
- Марио Травальини (1981—1983)
- Зе Мария (1983)
- Жорже Виейра (1983—1984)
- Элио Мафия (1984)
- Жаир Писерни (1984—1985)
- Элио Мафия (1985)
- Карлос Алберто Торрес (1985)
- Жуан Роберто Базилио (1985)
- Марио Травальини (1985)
- Рубенс Минелли (1985—1986)
- Жуан Роберто Базилио (1986)
- Жорже Виейра (1986—1987)
- Жуан Роберто Базилио (1987)
- Формига (1987)
- Жаир Перейра (1988)
- Карлос Алберто Торрес (1988)
- Жозе Карлос Фесина (1988—1989)
- Анжело Макариэло (1989)
- Энио Андраде (1989)
- Пальинья (1989)
- Жуан Роберто Базилио (1989—1990)
- Зе Мария де Оливейра (1990)
- Нелсиньо Баптиста (1990—1990)
- Карлос Алберто Силва (1991)
- Агиналдо Морейра (май 1991)
- Силиньо (1991)
- Жуан Роберто Базилио (1992)
- Агиналдо Морейра (октябрь 1992)
- Нелсиньо Баптиста (1992—1993)
- Марсио Араужо (1993)
- Марио Сержио (1993)
- Алфанио Риул (1994)
- Эдуардо Аморин (1994)
- Карлос Алберто Силва (1994)
- Жаир Перейра (1994)
- Марио Сержио (1995)
- Эдуардо Аморин (1995—1996)
- Агиналдо Морейра (май 1996)
- Валдир Эспиноза (1996)
- Пупо Жименес (1996)
- Нелсиньо Баптиста (1996—1997)
- Вилсон Коимбра (1997)
- Жоэл Сантана (1997)
- Кандиньо (1997)
- Вандерлей Лушембурго (1998)
- Освалдо де Оливейра (1998)
- Эваристо де Маседо (1999)
- Освалдо де Оливейра (1999—2000)
- Эдсон Сегонья (2000)
- Жозе Карлос Серран (2000)
- Освалдо Алварес (2000)
- Валдир Жоакин де Мораес (2000)
- Кандиньо (2000)
- Дарио Перейра (2001)
- Вандерлей Лушембурго (2001)
- Карлос Алберто Паррейра (2002)
- Жайро Леал (2002)
- Жениньо (2003)
- Жайро Леал (2003)
- Жуниор (2003)
- Жуниньо Фонсека (2003—2004)
- Освалдо де Оливейра (2004)
- Тите (2004—2005)
- Марсио Битенкорт (2005)
- Даниэль Пассарелла (2005)
- Марсио Битенкорт (2005)
- Антонио Лопес (2005—2006)
- Адемар Брага (2006)
- Жениньо (2006)
- Эмерсон Леао (2006—2007)
- Зе Аугусто (2007)
- Пауло Сезар Карпежиани (2007)
- Зе Аугусто (2007)
- Нелсиньо Баптиста (2007)
- Мано Менезес (2008—2010)
- Фабио Кариле (2010)
- Адилсон Батиста (2010)
- Тите (2010—2013)
- Мано Менезес (2014)
- Тите (2015—2016)
- Фабио Кариле (2016)
- Кристован Боржес (2016)
- Фабио Кариле (2016)
- Освалдо де Оливейра (2016)
- Фабио Кариле (2017—2018)
- Осмар Лосс (2018)
- Жаир Вентура (2018)
- Фабио Кариле (2019)
- Леандро Кука (2019)
- Диего Коэльо (2019)
- Тиаго Нунес (2020)
- Эвандро Форнари (2020)
- Диего Коэльо (2020)
- Вагнер Мансини (2020—2021)
- Фернандо Лазаро (2021)
- Силвиньо (2021—2022)
- Фернандо Лазаро (2022)
- Витор Перейра (2022)
- Фернандо Лазаро (2023)
- Кука (2023)
- Данило (2023)
- Вандерлей Лушембурго (2023—н.в.)